# Dancing on the Ceiling (single)
Dancing on the Ceiling is een nummer van de Amerikaanse zanger-muzikant Lionel Richie. Het is de eerste single van zijn gelijknamige derde soloalbum uit 1986. In juli dat jaar werd het nummer wereldwijd op single uitgebracht.

## Videoclip
De bijbehorende videoclip kostte ongeveer 400.000 dollar en was daarmee de duurste videoclip van dat moment. "Dancing on the Ceiling" is geïnspireerd op "dance around the room" van Fred Astaire in de film Royal Wedding, de regisseur van Royal Wedding wordt voor de clip gevraagd om het trucje te herhalen. In Nederland werd de videoclip destijds op televisie uitgezonden door de popprogramma's AVRO's Toppop, Countdown van Veronica en Popformule van de TROS.

## Achtergrond
De vrolijke plaat werd wereldwijd een grote hit, met in thuisland de VS de 2e positie in de Billboard Hot 100. In Canada werd de 3e positie bereikt, Australië de 2e, Nieuw-Zeeland de 7e, Zuid-Afrika en Noorwegen zelfs de nummer 1-positie, Frankrijk de 42e, Zweden en Finland de 3e, Duitsland de 13e, Oostenrijk de 11e, Zwitserland de 6e en in het Verenigd Koninkrijk de 7e positie in de UK Singles Chart.
In Nederland was de plaat op donderdag 10 juli 1986 TROS Paradeplaat op de befaamde TROS donderdag op Radio 3 en werd mede hierdoor een radiohit in de destijds twee landelijke hitlijsten op de nationale publieke popzender. De plaat bereikte de 8e positie in de Nationale Hitparade en 14e positie in de Nederlandse Top 40. In de Europese hitlijst op Radio 3, de TROS Europarade, werd de 3e positie bereikt.
In België bereikte de plaat de 4e positie in zowel de voorloper van de Vlaamse Ultratop 50 als  de Vlaamse Radio 2 Top 30. In Wallonië werd géén notering behaald.
In de sinds december 1999 jaarlijks uitgezonden NPO Radio 2 Top 2000 van de Nederlandse publieke radiozender NPO Radio 2, stond de plaat uitsluitend van 1999 t/m 2001 genoteerd met als hoogste notering een 1314e positie in 2000.

## NPO Radio 2 Top 2000
| Nummer met noteringen in de NPO Radio 2 Top 2000 | '99  | '00  | '01  |
| ------------------------------------------------ | ---- | ---- | ---- |
| Dancing on the Ceiling                           | 1729 | 1314 | 1777 |

1. ↑  Een vetgedrukt getal geeft de hoogste notering aan.
2. ↑  Deze tabel is bijgewerkt tot en met de laatste editie (2024).